# ASUL Lyon Volley-Ball
Maillots
L'ASUL Lyon Volley-ball est une association sportive dont l'activité est le volley-ball. Basée à Lyon, elle existe depuis 1945 et est à l'origine de l'émancipation de ce sport dans la région Rhône-Alpes. Son équipe première masculine évolue en Élite durant la saison 2023/2024.

## L'équipe masculine

### Historique

#### Années 1950-1960
Créé en 1945, le club de l’ASUL est à l’origine du volley dans la région lyonnaise. Cette période est marquée par les exploits de l’équipe lyonnaise. En effet l’ASUL devient très vite un des ténors du Championnat, pour ne pas dire ‘La’ meilleure équipe de volley en France. Emmenée par des joueurs de grand talent tels qu'André Glaive (à partir de 1957), elle fera la fierté des habitants de Lyon dans la période d’après-guerre, précédant en cela l'Olympique lyonnais.

#### Années 1960-1970
Sous la conduite de Bernard Mauche, l’ASUL va accéder et se maintenir en division Nationale. On assiste à la montée en puissance de joueurs comme Roland Balestracci, Bernard Brau, Pierre Mora, Michel Sonthonnax pour ne citer qu’eux. Par ailleurs, non content de faire les beaux jours de l’ASUL, le talent de ces joueurs est reconnu au niveau national avec des sélections en équipe de France. Les féminines ne restent pas dans l’ombre de leurs homologues masculins avec la première participation de l’équipe à la Coupe d’Europe. Cette équipe exemplaire est emmenée par Jeanine Folcheris, capitaine de l’équipe de France féminine.

#### Années 1970-1980
La période des années 1970 ne sourit pas à l’équipe masculine qui, après avoir connu les sommets, fait face à une période plus difficile. Point positif, la période sourit aux Juniors qui remportent deux titres en 1975 et 1976 avec à leur tête un certain Jean-Marie Schmitt… Les dirigeants du club s’illustrent également: Gabriel Nucci devient président de la Fédération Française et Pierre Berjaud devient Secrétaire de la Commission de la Loi du Jeu de la F.I.V.B. L’équipe féminine s’illustre, elle, en Coupe d’Europe avec 10 participations et une finale disputée en 1976. En championnat de France les féminines remportent les titres en 1976, 1979 et 1980. Pour couronner cette période glorieuse, l’équipe de France accueille Dominique et Véronique Raguin, mais aussi Sylviane Corgier et Agnès Crous entre autres.

#### Années 1980-1990
Il s’agit sans aucun doute de la période la plus glorieuse de l’ASUL, tant sur le plan sportif que sur le plan financier pour le club. En effet, le club s’attache les services des meilleurs joueurs français comme les frères Fabiani, les frères Bouvier, Olivier Rossard pour ne citer que les internationaux français. Entraînée par Jean-Marie Schmitt, l’équipe est habituée aux rencontres européennes de haut niveau. La fin des années 1980 sera marquée par le parrainage, puis la fusion avec la société SLYCI pour faire face aux impératifs de la pratique du volleyball de haut niveau. Les années 1990 sont aussi l’occasion de révéler des prodiges comme Dominique Daquin qui ne restera que le temps d’une saison dans le collectif Pro (92/93), l’occasion aussi pour des anciennes gloires, comme Eric Bouvier par exemple, de s’essayer à la présidence du club.

#### Années 1990-2000
Après quelques déboires financiers, l’ASUL connaît les affres de la relégation en Nationale 2. Cependant à force de travail et de volonté, emmenés par Dominique Roland et Richard Lissman, les joueurs réussiront à se surpasser pour finalement remonter en Nationale 1 en 99/00, puis en Pro B pour la saison 2000/2001. Une saison 2000/2001, sous la présidence d’Eric Bouvier qui fut difficile sportivement. Mais le club se relève petit à petit emmené par une équipe de jeunes joueurs formés au club et des dirigeants tels qu'Éric et Serge Bouvier, Bernard Pijolat, Christiane Housse et Eric Pfaifer.

#### Années 2000-2010
Le millénaire s'achève plutôt bien pour le club avec la montée en Pro B grâce à un titre de vice champion de France Nationale 1. 2000 est également fructueuse au niveau de la Coupe de France où l’ASUL chute malheureusement en 8e de finale après avoir brillamment éliminé deux clubs de Pro B et un club de Pro A. À partir de 2001/2002, changement de décor: Eric Pfaifer prend la présidence du club renforcé par Didier Moreau, Serge Bouvier, André Glaive entre autres.
2002-2003: Une saison riche sportivement qui voit l’équipe finir 4e du Championnat Pro B. Sacha Sorokholet, joueur russe de renom prend le poste d’entraîneur en remplacement de Richard Lissman. Le spectacle est aussi dans les tribunes avec un public très présent pour soutenir les volleyeurs lyonnais (1 000 spectateurs de moyenne sur la saison 2002-2003).
Une équipe notamment composée d’Olivier Audabram, Pierre et Florent Roure, Sergei Sayfulin, Marien Moreau, Philippe Mora, David Lemasle, Sébastien Venet et Thomas Badou… 
Demi-finaliste de Ligue A lors de la saison 2014/2015, l'ASUL connaît une saison splendide sous les ordres du maestro italien Silvano Prandi. Le club lyonnais compte alors dans ses rangs de grands joueurs comme Nikolov, Gonzalez, Van Lankvelt, Simac, Jouffroy, Ivanov. À la suite de problèmes financiers récurrents, le club lyonnais connait deux saisons dans le ventre mou de Ligue B. En août 2018 les dirigeants asulistes ont décidé de se retirer du monde professionnel en annonçant qu'un engagement en Ligue-B pour la saison 2018-2019 mettrait les finances du club en péril.

#### Années 2020
L'ASUL évolue en Elite National 1 (troisième division). 
Saison 2021-2022 : l'équipe dirigeante est en partie renouvelée avec l'arrivée d'un nouveau Président - Thomas Charrié. La restructuration du club engagée au cours de cette saison permet à son équipe Elite (3e au classement) d'être candidate à la montée en Ligue B, sous réserve de validation par les instances fédérales, pour la saison 2022-2023. L'accession en Ligue B est validée le 25 juin 2022.

### Palmarès

#### Masculin
- Coupe de France
  - Vainqueur : 2019 (amateur)
  - Finaliste : 1989

- Championnat de France de Ligue B (1)
  - Vainqueur : 2011
  - Vice-champion : 2013

- Championnat de France de Ligue A
  - 3e de la saison régulière 2014/2015
  - 1/2 finaliste des play-offs 2014/2015

- CEV Challenge Cup
  - 1/4 de finaliste 2015/2016
  - Record européen du set le plus long et 3e record du monde, 47-45 contre les Roumains de l'Arcada Galati, le 27/01/2016 en 1/8e de finale retour au Grand Palais des Sports de Gerland.

- Championnat de France Élite
  - Vainqueur : 2018/2019

#### Féminin
- Championnat de France
  - Vainqueur : 1976, 1979, 1980

### Effectifs

#### Saison 2023-2024 (Elite)
| No                         | Nom                        | Date de naissance          | Taille                       | Poids                        | Poste                        |
| -------------------------- | -------------------------- | -------------------------- | ---------------------------- | ---------------------------- | ---------------------------- |
| 999                        | Paul Duval                 | 2001                       | 191                          |                              | Passeur                      |
| 999                        | Lucas Roy                  | 2007                       | 189                          |                              | Passeur                      |
| 999                        | Romain Roubaud             | 2004                       | 195                          |                              | Central                      |
| 999                        | Steve Adu Kyeremeh         | 1995                       | 193                          |                              | Central                      |
| 999                        | Simon Dubreuil             | 1995                       | 192                          |                              | Réceptionneur-attaquant      |
| 999                        | Nathan Bonnard             | 2005                       | 190                          |                              | Réceptionneur-attaquant      |
| 999                        | Jérémie Jambon             | 1984                       | 192                          |                              | Réceptionneur-attaquant      |
| 999                        | Hippolyte Chevalier        | 2002                       | 178                          |                              | Réceptionneur-attaquant      |
| 999                        | Martin Jambon              | 1989                       | 191                          |                              | Attaquant                    |
| 999                        | Adrien Veilhan-Goemans     | 1999                       | 195                          |                              | Attaquant                    |
| 999                        | Eliott Treilles            | 1994                       | 182                          |                              | Libero                       |
| 999                        | Quentin Cialti             | 2002                       | 178                          |                              | Libero                       |
|                            |                            |                            |                              |                              |                              |
| Encadrement technique      | Encadrement technique      |                            | Légende                      | Légende                      | Légende                      |
| Entraîneur : André Glaive  | Entraîneur : André Glaive  | Entraîneur : André Glaive  | : Capitaine                  | : Capitaine                  | : Capitaine                  |
| Entraîneur(s) adjoint(s) : | Entraîneur(s) adjoint(s) : | Entraîneur(s) adjoint(s) : | : Joueur blessé actuellement | : Joueur blessé actuellement | : Joueur blessé actuellement |

#### Saison 2021-2022 (Elite)
| No                         | Nom                        | Date de naissance          | Taille                       | Poids                        | Poste                        |
| -------------------------- | -------------------------- | -------------------------- | ---------------------------- | ---------------------------- | ---------------------------- |
| 999                        | Hugo Caporiondo            | 1995                       | 189                          |                              | Passeur                      |
| 999                        | Quentin Rossard            | 1991                       | 185                          |                              | Passeur                      |
| 999                        | Kyril Dimitrov             | 1994                       | 204                          |                              | Central                      |
| 999                        | Dejan Jocic                | 1998                       | 205                          |                              | Central                      |
| 999                        | Taneo Urnaut               | 2002                       |                              |                              | Réceptionneur-attaquant      |
| 999                        | Romain Valefuaniu          | 2004                       | 192                          |                              | Réceptionneur-attaquant      |
| 999                        | Simon Dubreuil             | 1995                       | 192                          |                              | Réceptionneur-attaquant      |
| 999                        | Jovo Bijelovic             | 1997                       | 196                          |                              | Réceptionneur-attaquant      |
| 999                        | Théo Choné                 | 2001                       | 200                          |                              | Attaquant                    |
| 999                        | Adrien Veilhan-Goemans     | 1999                       | 195                          |                              | Attaquant                    |
| 999                        | Eliott Treilles            | 1994                       | 182                          |                              | Libero                       |
| 999                        | Quentin Cialti             |                            |                              |                              | Libero                       |
|                            |                            |                            |                              |                              |                              |
| Encadrement technique      | Encadrement technique      |                            | Légende                      | Légende                      | Légende                      |
| Entraîneur : Nikola Borcic | Entraîneur : Nikola Borcic | Entraîneur : Nikola Borcic | : Capitaine                  | : Capitaine                  | : Capitaine                  |
| Entraîneur(s) adjoint(s) : | Entraîneur(s) adjoint(s) : | Entraîneur(s) adjoint(s) : | : Joueur blessé actuellement | : Joueur blessé actuellement | : Joueur blessé actuellement |

#### Saison 2018-2019 (Elite)
| No                                                                              | Nom                                                                             | Date de naissance                                                               | Taille                       | Poids                        | Poste                        |
| ------------------------------------------------------------------------------- | ------------------------------------------------------------------------------- | ------------------------------------------------------------------------------- | ---------------------------- | ---------------------------- | ---------------------------- |
| 999                                                                             | Fabien Plagnet                                                                  | 2000                                                                            | 183                          |                              | Passeur                      |
| 999                                                                             | Hugo Caporiondo                                                                 | 1995                                                                            | 189                          |                              | Passeur                      |
| 999                                                                             | Luka Cubrilo                                                                    | 1988                                                                            | 204                          |                              | Passeur                      |
| 999                                                                             | Quentin Perot                                                                   | 1997                                                                            | 184                          |                              | Passeur                      |
| 999                                                                             | Marius Clerc                                                                    | 1999                                                                            | 196                          |                              | Attaquant                    |
| 999                                                                             | Martin Jambon                                                                   | 1989                                                                            | 190                          |                              | Attaquant                    |
| 999                                                                             | Thomas Nagels                                                                   | 1999                                                                            | 192                          |                              | Attaquant                    |
| 999                                                                             | Adrien Comtet                                                                   | 2001                                                                            | 191                          |                              | Réceptionneur-attaquant      |
| 999                                                                             | Antoine Fleury                                                                  | 1997                                                                            | 191                          |                              | Réceptionneur-attaquant      |
| 999                                                                             | Benjamin Heno                                                                   | 1997                                                                            | 195                          |                              | Réceptionneur-attaquant      |
| 999                                                                             | Maxime Meyer                                                                    | 1996                                                                            | 195                          |                              | Réceptionneur-attaquant      |
| 999                                                                             | Simon Coulet                                                                    | 1999                                                                            | 193                          |                              | Réceptionneur-attaquant      |
| 999                                                                             | Stéphane Alter                                                                  | 1986                                                                            | 194                          |                              | Réceptionneur-attaquant      |
| 999                                                                             | Lucas Volay                                                                     | 1999                                                                            | 194                          |                              | Réceptionneur-attaquant      |
| 999                                                                             | Brane Stanisic                                                                  | 1996                                                                            | 209                          |                              | Central                      |
| 999                                                                             | Loïc Zanus-Fortes                                                               | 2001                                                                            | 195                          |                              | Central                      |
| 999                                                                             | Nicolas Gardien                                                                 | 1989                                                                            | 205                          |                              | Central                      |
| 999                                                                             | Tanguy Dijoud                                                                   | 2001                                                                            | 198                          | {{{poids}}}                  | Central                      |
| 999                                                                             | Eliott Treilles                                                                 | 1994                                                                            | 182                          | {{{poids}}}                  | Libero                       |
|                                                                                 |                                                                                 |                                                                                 |                              |                              |                              |
| Encadrement technique                                                           | Encadrement technique                                                           |                                                                                 | Légende                      | Légende                      | Légende                      |
| Entraîneur : Nikola Borcic                                                      | Entraîneur : Nikola Borcic                                                      | Entraîneur : Nikola Borcic                                                      | : Capitaine                  | : Capitaine                  | : Capitaine                  |
| Entraîneur(s) adjoint(s) : Lara Borcic Entraîneur(s) adjoint(s) : Fabien Cornet | Entraîneur(s) adjoint(s) : Lara Borcic Entraîneur(s) adjoint(s) : Fabien Cornet | Entraîneur(s) adjoint(s) : Lara Borcic Entraîneur(s) adjoint(s) : Fabien Cornet | : Joueur blessé actuellement | : Joueur blessé actuellement | : Joueur blessé actuellement |

#### Saison 2017-2018 (Ligue B)
| No                         | Nom                          | Date de naissance          | Taille                       | Poids                        | Poste                        |
| -------------------------- | ---------------------------- | -------------------------- | ---------------------------- | ---------------------------- | ---------------------------- |
| 1                          | Aleksandar Mitkov            | 9 octobre 1996             | 200                          |                              | Réceptionneur-attaquant      |
| 2                          | Bryan Fraser                 | 31 janvier 1991            | 199                          |                              | Réceptionneur-attaquant      |
| 3                          | Luka Cubrilo                 | 22 juillet 1988            | 204                          |                              | Passeur                      |
| 4                          | Simon Coulet                 | 14 novembre 1999           | 194                          |                              | Réceptionneur-attaquant      |
| 5                          | Marius Clerc                 | 21 avril 1999              | 196                          |                              | Attaquant                    |
| 6                          | Maxwell Burt                 | 25 juillet 1988            | 206                          |                              | Central                      |
| 7                          | Andres Felipe Piza Hernandez | 8 mars 1991                | 202                          |                              | Réceptionneur-attaquant      |
| 8                          | Julien Gatineau              | 6 décembre 1995            | 180                          |                              | Libero                       |
| 9                          | Brane Stanisic               | 28 juillet 1996            | 209                          |                              | Central                      |
| 10                         | Martin Jambon                | 10 juin 1989               | 190                          |                              | Attaquant                    |
| 11                         | Toky Rajoharivelo            | 14 mai 1997                | 190                          |                              | Réceptionneur-attaquant      |
| 12                         | Fabrice Gueguin              | 22 février 1996            | 193                          |                              | Central                      |
| 13                         | Philippe Glesener            | 24 avril 1998              | 184                          |                              | Libero                       |
| 14                         | Lucas Volay                  | 17 juin 1999               | 194                          |                              | Attaquant                    |
| 15                         | Quentin Perot                | 8 mai 1997                 | 184                          |                              | Passeur                      |
| 16                         | Nicolas Gardien              | 12 juin 1989               | 205                          |                              | Central                      |
| 19                         | Faycal Dalli                 | 23 août 1992               | 184                          |                              | Passeur                      |
|                            |                              |                            |                              |                              |                              |
| Encadrement technique      | Encadrement technique        |                            | Légende                      | Légende                      | Légende                      |
| Entraîneur : Nikola Borcic | Entraîneur : Nikola Borcic   | Entraîneur : Nikola Borcic | : Capitaine                  | : Capitaine                  | : Capitaine                  |
| Entraîneur(s) adjoint(s) : | Entraîneur(s) adjoint(s) :   | Entraîneur(s) adjoint(s) : | : Joueur blessé actuellement | : Joueur blessé actuellement | : Joueur blessé actuellement |

#### Saison 2015-2016 (Ligue A)
| No                             | Nom                            | Date de naissance              | Taille                       | Poids                        | Poste                        |
| ------------------------------ | ------------------------------ | ------------------------------ | ---------------------------- | ---------------------------- | ---------------------------- |
| 1                              | Thiago Aranha                  | 25 septembre 1981              | 195                          |                              | Réceptionneur-attaquant      |
| 2                              | Andrii Diachkov                | 28 avril 1985                  | 203                          |                              | Réceptionneur-attaquant      |
| 3                              | Hugo Caporiondo                | 11 janvier 1995                | 188                          |                              | Passeur                      |
| 4                              | Javier González                | 21 janvier 1983                | 194                          |                              | Passeur                      |
| 5                              | Quentin Jouffroy               | 5 juillet 1993                 | 203                          |                              | Central                      |
| 6                              | Axel Truhtchev                 | 29 avril 1995                  | 195                          |                              | Réceptionneur-attaquant      |
| 7                              | Mark McGivern                  | 24 février 1983                | 199                          |                              | Central                      |
| 8                              | Aleksandar Mitkov              | 9 octobre 1996                 | 199                          |                              | Attaquant                    |
| 9                              | Tuani Valefuaniu               | 16 mai 1981                    | 199                          |                              | Central                      |
| 10                             | Wassim Ben Tara                | 3 août 1996                    | 199                          |                              | Réceptionneur-attaquant      |
| 11                             | Vladimir Nikolov               | 3 octobre 1977                 | 200                          |                              | Attaquant                    |
| 15                             | Ryan Utia                      | 3 juin 1994                    | 199                          |                              | Réceptionneur-attaquant      |
| 17                             | Vladislav Ivanov               | 14 mars 1987                   | 188                          |                              | Libero                       |
| 18                             | Toky Rajoharivelo              | 14 mai 1997                    | 184                          |                              | Libero                       |
| 19                             | Kyril Dimitrov                 | 11 mai 1994                    | 200                          |                              | Central                      |
| 20                             | Hubert Jeanjean                | 17 mars 1995                   | 194                          |                              | Passeur                      |
|                                |                                |                                |                              |                              |                              |
| Encadrement technique          | Encadrement technique          |                                | Légende                      | Légende                      | Légende                      |
| Entraîneur : Fabrice Chalendar | Entraîneur : Fabrice Chalendar | Entraîneur : Fabrice Chalendar | : Capitaine                  | : Capitaine                  | : Capitaine                  |
| Entraîneur(s) adjoint(s) :     | Entraîneur(s) adjoint(s) :     | Entraîneur(s) adjoint(s) :     | : Joueur blessé actuellement | : Joueur blessé actuellement | : Joueur blessé actuellement |

| Équipe type : ASUL Lyon Volleyball                                                                           |
| \| González · # 4 Aranha · # 1 McGirvern · # 7 Nikolov · # 11 Diachkov · # 2 Jouffroy · # 5 Ivanov · # 17 \| |
| González · # 4 Aranha · # 1 McGirvern · # 7 Nikolov · # 11 Diachkov · # 2 Jouffroy · # 5 Ivanov · # 17       |

| González · # 4 Aranha · # 1 McGirvern · # 7 Nikolov · # 11 Diachkov · # 2 Jouffroy · # 5 Ivanov · # 17 |

### Joueurs majeurs
- Wassim Ben Tara  Tunisie, excellent joueur, Wassim joue également en équipe nationale de Tunisie.
- Andres Felipe Piza Hernandez  Colombie, excellent joueur de Lyon évoluant aussi en équipe nationale de Colombie.
- Maxwell Burt  Canada, très bon central de Lyon.
- Éric Bouvier  France, ancien attaquant de l'équipe nationale
- Alain Fabiani  France, ancien passeur de l'équipe nationale
- Olivier Rossard  France, ancien réceptionneur-attaquant de l'équipe nationale
- Yan Sanchez  France, ancien central de l'équipe nationale
- Laurent Chambertin  France, ancien passeur de l'équipe nationale
- Dominique Daquin  France, ancien central, et capitaine de l'équipe nationale
- Philippe Salvan  France, ancien attaquant de l'équipe nationale
- Stéphane Sapinart  France, ancien réceptionneur-attaquant de l'équipe nationale
- Willy Boca  France
- Yaël Schmitt  France, ancien passeur de l'équipe nationale
- Rodolphe Guigo  France
- Fabrice Chalandar  France
- Zbig Zielinsky  Pologne
- Jean-Marc Jurkovitz  France, ancien réceptionneur-attaquant de l'équipe nationale
- Vladimir Nikolov  Bulgarie, ancien pointu de l'équipe nationale bulgare, capitaine de l'ASUL durant 3 saisons, élu meilleur joueur européen en 2005

## L'équipe féminine

### Histoire
En 1965, l'ASUL obtient sa première Coupe d'Europe. Elle obtient trois titres de championne de France pendant les saisons 1975-1976, 1978-1979 et 1979-1980. En 1976, les féminines de l'ASUL sont à la fois championne de France et finaliste de la Coupe d'Europe à Bratislava, une première pour une équipe française. Pendant les années 1980, l'ASUL participe encore à de nombreuses Coupes d'Europe, et restera en Nationale I jusqu'en 1984.

### Palmarès
- Championnat de France (3)
  - Vainqueur : 1976, 1979, 1980
  - Finaliste : 1974, 1975, 1977
- Coupe d'Europe - CEV
  - Finaliste : 1976

### Joueuses majeures
- Janine Folcheris
- Christiane Housse
- Dominique Raguin-Bouvier
- Sylviane Corgier
- Véronique Raguin-Chene
- Les sœurs Recoura

### Effectif N3F 2012/2013
- Renata Guerreiro 1-Portugal, Centrale-Pointue
- Imelda Aziabou 2-France, Pointue
- Sandy Serves 3-France, Libéro
- Mélanie Loiseau 4-France, Passeuse
- Morgane Bouvier 5-France, Centrale
- Rina Toniutti 6-France, Ailière R-A
- Estelle Moulin 7-France, Centrale
- Peggy Lefèbvre 8-France, Passeuse (capitaine)
- Joana Simoes 9-France, Complète
- Dalida Benaoudia 10-France, Centrale
- Arbénita Bilali 11-France, Centrale
- Emma Gaumet 13-France, Passeuse
- Maria Aladjova 16-Bulgarie, Ailière A-R
- Camille Essafi 18-France, Ailière R-A

### Staff N3F 2012/2013
- Entraineur : Jacky Lefèbvre
- Entraineur adjoint : Jérémie Meunier
- Entraîneur adjoint : Jacques Delavault
- Médecin : Joffrey Cohn

### Résultats N3F 2012/2013
- 1re de la Poule-B de N3F avec 54pts (18 victoires en 18 matchs et 2 sets perdus / nouveau record dans les championnats nationaux)
- 1/2 finale contre Epinal (1er du Gr-C).

## Volley Assis

### Présentation
L’ASUL Lyon Volley est l’un des clubs phares du Volley Assis en France en ayant accueilli plusieurs événements nationaux et internationaux de la discipline : stages de l'Équipe de France, étape du challenge France, la Bronze National League.
Sur la saison 2021-2022, la section compte : 16 licenciés dont 8 personnes en situation de handicap.
6 joueurs et joueuses ont déjà été sélectionnés sur des stages Équipe de France de volley assis.

### Résultats
- Challenge de France 4x4 : 2021-2022
- Tournoi de Printemps & Coupe de France 6x6 : 2021-2022
- 6e Euro Ligue - Para Volley 6x6 : 2021-2022
- 1er du Challenge de France 4x4 : 2019-2020
- 3e du Challenge de France 4x4 : 2018-2019
- 2ème de la coupe de France 2024

## Équipementiers
- Saison 2012/2013 – Saison 2013/2014 : Hummel[6]
- Saison 2014/2015 – Saison 2023/2024 : Erreà[6]